# Leon Ames
Pour les articles homonymes, voir Ames (homonymie).
Leon Ames, né Harry Wycoff le 20 janvier 1902 à Portland dans l'Indiana aux États-Unis, mort le 12 octobre 1993 à Laguna Beach en Californie, est un acteur américain de cinéma et de télévision.

## Liminaire
Leon Ames est surtout connu pour avoir joué des figures paternelles dans des films tels que Le Chant du Missouri (Meet Me in St. Louis, 1944) avec Judy Garland comme étant l'une de ses filles, Les Quatre Filles du docteur March (Little Women, 1949), Le Bal du printemps (On Moonlight Bay, 1951) et La Maîtresse de papa (By the Light of the Silvery Lune, 1953).
Les pères dépeints par Ames sont souvent un peu étouffants et exaspérés par la jeune génération, mais finalement gentils et compréhensifs. Son rôle purement dramatique le plus connu est probablement celui du procureur Kyle Sackett dans le film policier Le facteur sonne toujours deux fois ('The Postman Always Rings Twice, 1946).

## Biographie
Leon Ames naît le 20 janvier 1902, à Portland (Indiana), fils de Charles Elmer Wycoff et de son épouse Cora Ames De Moss. Certaines sources mentionnent son nom de famille d'origine comme « Wykoff » ou « Waycoff », et dans ses premiers films, il joue sous le nom de Leon Waycoff. En 1935, Ames explique qu'il a changé de nom parce que Waycoff était souvent mal orthographié et mal prononcé. Ames est le nom de jeune fille de sa mère.
Il fréquente l'Université de l'Indiana à Bloomington puis sert dans l'armée des États-Unis pendant la Première Guerre mondiale, d'abord dans l'artillerie de campagne et plus tard dans l'aviation.

## Filmographie

### Années 1930
- 1931 : Fortunes rapides (Quick Millions) de Rowland Brown : Hood
- 1932 : Cannonball Express de Wallace Fox : Jack Logan
- 1932 : Double Assassinat dans la rue Morgue (Murders in the Rue Morgue) de Robert Florey : Pierre Dupin
- 1932 : Stowaway de Phil Whitman : Tommy
- 1932 : State's Attorney (en) de George Archainbaud : First Trial Prosecutor
- 1932 : The Famous Ferguson Case de Lloyd Bacon : Judd Brooks
- 1932 :  A Successful Calamity (en) de John G. Adolfi : Barney Davis, Wilton's Junior Assoicate
- 1932 : That's My Boy (en) de  Roy William Neill : Al Williams
- 1932 : Uptown New York de Victor Schertzinger : Max Silver
- 1932 : Valet d'argent (Silver Dollar) de Alfred E. Green : Yates' Secretary
- 1933 : Le Parachutiste (Parachute Jumper) d'Alfred E. Green : Pilot with Alabama
- 1933 : Forgotten de  Richard Thorpe: Louie Strauss
- 1933 : Alimony Madness de B. Reeves Eason  : John Thurman
- 1933 : The Man Who Dared de Hamilton MacFadden : Yosef Novak
- 1933 : Le Bateau des fugitifs (Ship of Wanted Men) de Lewis D. Collins : Capt. John Holden
- 1933 : Une nuit seulement (Only Yesterday) de John M. Stahl
- 1934 : The Crosby Case de Edwin L. Marin : Cliff
- 1934 : I'll Tell the World de Edward Sedgwick : Marshall
- 1934 : Les Nuits de New York (Now I'll Tell) d'Edwin J. Burke : Max
- 1934 : Le Comte de Monte-Cristo (The Count of Monte Cristo) de Rowland V. Lee : Beauchamp
- 1935 : Mutiny Ahead de Thomas Atkins : McMurtrie
- 1935 : Strangers All de Charles Vidor : Frank Walker
- 1935 : Rescue Squad de Spencer Gordon Bennet : Lester Vaughn
- 1935 : Imprudente Jeunesse (Reckless) de Victor Fleming : Ralph Watson
- 1935 : Get That Man (en)  de Spencer Gordon Bennet : Don Clayton, aka McDonald
- 1936 : Death in the Air (en) de Elmer Clifton : Carl Goering
- 1937 : Song of Revolt : Claude Joseph Rouget de Lisle
- 1937 : Soak the Poor : Special Investigator Stanton
- 1937 : Charlie Chan à Broadway (Charlie Chan on Broadway) d'Eugene Forde : Buzz Moran
- 1937 : Dangerously Yours de Malcolm St. Clair : Phil
- 1937 : Murder in Greenwich Village d'Albert S. Rogell : Rodney Hunter
- 1937 : Quarante-cinq Papas (45 Fathers) de James Tinling : Vincent
- 1938 : The Spy Ring de Joseph H.Lewis : Frank Denton
- 1938 : International Settlement (en) d'Eugene Forde : Monte Silvers
- 1938 : Walking Down Broadway de Norman Foster : Frank Gatty
- 1938 : La Huitième Femme de Barbe-Bleue (Bluebeard's Eighth Wife) d'Ernst Lubitsch : Ex-Chauffeur
- 1938 : Island in the Sky de Herbert I. Leeds : Marty Butler
- 1938 : Strange Faces de Errol Taggart : Joe Gurney
- 1938 : Come On, Leathernecks! (en) de James Cruze : Otto Wagner / Baroni
- 1938 : M. Moto dans les bas-fonds (Mysterious Mr. Moto) de Norman Foster : Paul Brissac
- 1938 : Suez d'Allan Dwan : Louis Napoleon
- 1938 : Cipher Bureau (en) de Charles Lamont : Maj. Philip Waring
- 1938 : Secrets of a Nurse de Arthur Lubin : Joe Largo
- 1939 : Risky Business (en) de Arthur Lubin : Hinge Jackson
- 1939 : Blackwell's Island de William McGann : County Prosceutor Ballinger
- 1939 : I Was a Convict de Aubrey Scotto : Jackson
- 1939 : Panama Patrol de Charles Lamont : Maj. Phillip Waring
- 1939 : Mr. Moto in Danger Island de Herbert I. Leeds : Commissioner Madero
- 1939 : Code of the Streets de Harold Young : 'Chick' Foster
- 1939 : Man of Conquest de George Nicholls Jr. : John Hoskins
- 1939 : Help Wanted
- 1939 : Fugitive at Large de Lewis D. Collins : Carter
- 1939 : Thunder Afloat de George B. Seitz : Recruiting officer
- 1939 : Sous faux pavillon (Calling All Marines) de John H. Auer : Murdock
- 1939 : Pack Up Your Troubles de H. Bruce Humberstone : Adjutant
- 1939 : Legion of Lost Flyers de Christy Cabanne : Smythe
- 1939 : The Marshal of Mesa City de David Howard : Sheriff Judd Cronin

### Années 1940
- 1940 : East Side Kids de Robert F. Hill : Pat O'Day
- 1941 : No Greater Sin de William Nigh : Dr. Edward Cavanaugh
- 1941 : Ellery Queen and the Murder Ring de James P. Hogan : John Stack
- 1943 : Crime Doctor de Michael Gordon : William Wheeler
- 1943 : The Iron Major (en) de Ray Enright : Robert 'Bob' Stewart
- 1944 : Trente Secondes sur Tokyo (Thirty Seconds Over Tokyo), de Mervyn LeRoy : Lt. Cmdr. Stephen Jurika
- 1944 : Le Chant du Missouri (Meet Me in St. Louis) de Vincente Minnelli : Mr. Alonzo Smith
- 1945 : L'introuvable rentre chez lui (The Thin Man Goes Home) de Richard Thorpe : Edgar Draque
- 1945 : L'Impossible Amour (Between Two Women) de Willis Goldbeck
- 1945 : Son of Lassie de S. Sylvan Simon : Anton
- 1945 : Escale à Hollywood (Anchors Aweigh) : Commander (Admiral's Aide)
- 1945 :  Week-end au Waldorf (Week-end at Waldorf) de Robert Z. Leonard : Henry Burton
- 1945 : Yolanda et le Voleur (Yolanda and the Thief) de Vincente Minnelli : Mr. Candle
- 1945 : Les Sacrifiés (They Were Expendable) de John Ford : Maj. James Morton
- 1946 : The Great Morgan de Nat Perrin : K.F. Studio Exec
- 1946 : Le facteur sonne toujours deux fois (The Postman Always Rings Twice) de Tay Garnett : Kyle Sackett
- 1946 : Pas de congé, pas d'amour (No Leave, No Love) de Charles Martin : Col. R.G. Elliott
- 1946 : The Cockeyed Miracle de S. Sylvan Simon : Ralph Humphrey
- 1946 : Le Vantard (en) (The Show-Off) de Harry Beaumont : Frank Harlin
- 1947 : La Dame du lac (Lady in the Lake) de Robert Montgomery : Derace Kingsby
- 1947 : Undercover Maisie de Harry Beaumont : Amor\Willis Farnes
- 1947 : Meurtre en musique (Song of the Thin Man) de Edward Buzzell : Mitchell 'Mitch' Talbin
- 1947 : The Amazing Mr. Nordill : Everett Nordill, aka Everton
- 1947 : Merton of the Movies (L'As du cinéma) de Robert Alton : Lawrence Rupert
- 1948 : Alias a Gentleman de Harry Beaumont : Matt Enley
- 1948 : Dans une île avec vous (On an Island with You) de Richard Thorpe : Cmdr. Harrison
- 1948 : Ainsi sont les femmes (A Date with Judy) de Richard Thorpe : Lucien T. Pringle
- 1948 : Quand le rideau tombe (The Velvet Touch) de Jack Gage : Gordon Dunning
- 1949 : Embuscade (Ambush)  : Maj. C.E. Breverly
- 1949 : Les Quatre Filles du docteur March (Little Women) de Mervyn LeRoy : Rev. March
- 1949 : Faites vos jeux (Any Number Can Play) de Mervyn LeRoy  : Dr. Palmer
- 1949 : La Scène du crime (Scene of the Crime) de Roy Rowland : Capt. A.C. Forster
- 1949 : Bastogne (Battleground) de William Wellman : The Chaplain

### Années 1950
- 1950 : Le Chevalier de Bacchus (The Big Hangover) de Norman Krasna : Carl Bellcap
- 1950 : The Skipper Surprised His Wife de Elliott Nugent : Dr. Philip Abbott
- 1950 : Cas de conscience (Crisis) de Richard Brooks : Sam Proctor
- 1950 : The Happy Years de William Wellman : Samuel H. Stover Sr.
- 1950 : Dial 1119 de Gerald Mayer : Earl
- 1950 : Amour et caméra (Watch the Birdie) de Jack Donohue : Grantland D. Farns
- 1951 : Le Bal du printemps (On Moonlight Bay) de Roy Del Ruth : Banker George « Father » Winfield (Mr. Winfield)
- 1951 : Cattle Drive de Kurt Neumann : Mr. Graham
- 1951 : It's a Big Country : Homme des services secrets
- 1952 : Un si doux visage (Angel Face) d'Otto Preminger : Fred Barrett
- 1953 : La Maîtresse de papa (By the Light of the Silvery Moon) de David Butler : Father Winfield
- 1953 : Remarions-nous (Let's Do It Again) de Alexander Hall : Chet Stuart
- 1953 : Sabre Jet (en) de Louis King : Lt. Col. Eckert
- 1953 : Life with Father (série TV) : Clarence Day Sr. (1953-55)
- 1957 : Les Plaisirs de l'enfer (Peyton Place) de Mark Robson : Mr. Harrington

### Années 1960
- 1960 : From the Terrace : Samuel Eaton
- 1960 : Maggie (TV) : Mark Bradley
- 1961 : Mont'là-d'ssus (The Absent Minded Professor) : President Rufus Daggett
- 1961 : Le Père de la mariée ("Father of the Bride") (série TV) : Stanley Banks
- 1963 : Après lui, le déluge (Son of Flubber) de Robert Stevenson : President Rufus Daggett
- 1961 : Monsieur Ed, le cheval qui parle ("Mister Ed") (série TV) : Gordon Kirkwood (1963-1965)
- 1964 : The Misadventures of Merlin Jones : Judge Holmsby aka Lex Fortas
- 1965 : Un neveu studieux (The Monkey's Uncle), de Robert Stevenson: Juge Holmsby

### Années 1970
- 1970 : Melinda (On a Clear Day You Can See Forever), de Vincente Minnelli : Clews
- 1970 : Tora ! Tora ! Tora !, de Richard Fleischer, Kinji Fukasaku et Toshio Masuda : Frank Knox, U.S. Secretary of the Navy
- 1971 : Toklat
- 1971 : Le Virginien (TV) saison 9 épisode 16 (The animal) : Le Juge Fitzroy
- 1972 : Hammersmith Is Out, de Peter Ustinov : Gen. Sam Pembroke
- 1973 : Brother of the Wind : Narrator (voix)
- 1975 : The Meal
- 1975 : Timber Tramps
- 1976 : Sherlock Holmes in New York (TV) : Daniel Furman
- 1977 : Claws : Ben Jones, Forest Commissioner
- 1979 : The Best Place to Be (TV) : William Callahan
- 1979 : Just You and Me, Kid (en) de Leonard B. Stern (en) : Manduke the Magnificent

### Années 1980
- 1983 : Le Dernier Testament (Testament), de Lynne Littman : Henry Abhart
- 1986 : Jake Speed : Pop
- 1986 : Peggy Sue s'est mariée (Peggy Sue Got Married), de Francis Ford Coppola : Barney Alvorg